# The Doris Day Show

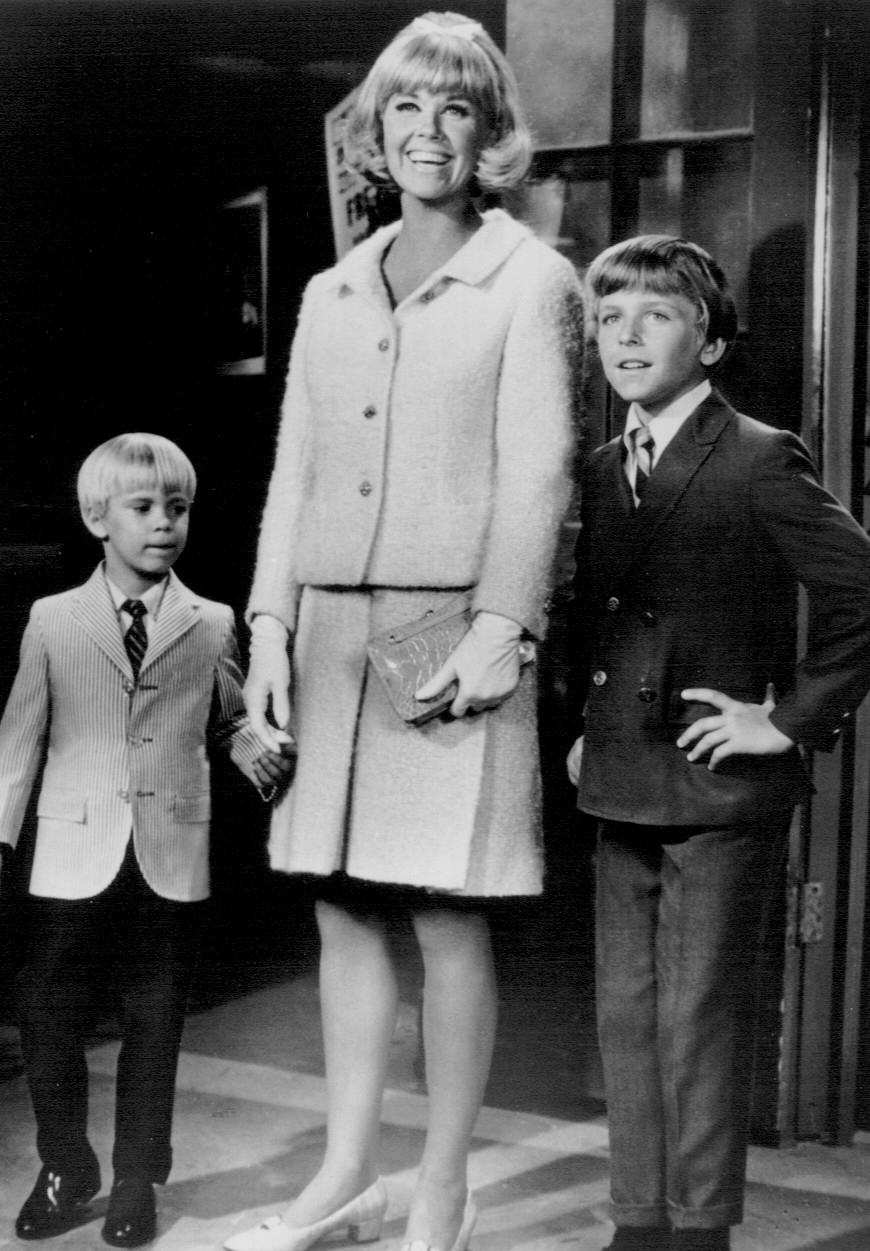
De la primera temporada (1968) L-R: Todd Starke, Day y Philip Brown

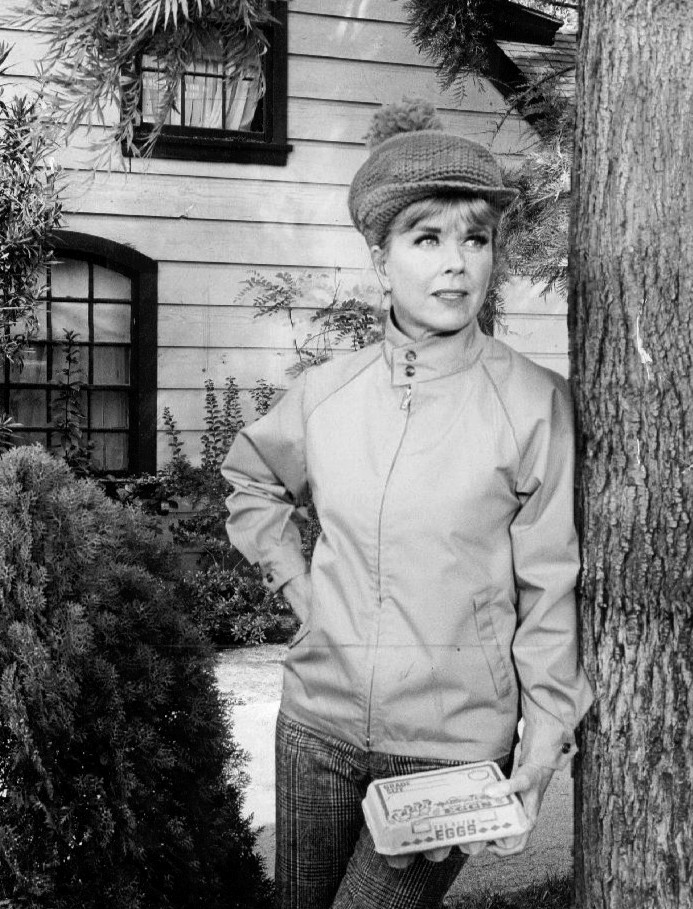
Foto de publicidad, 1968

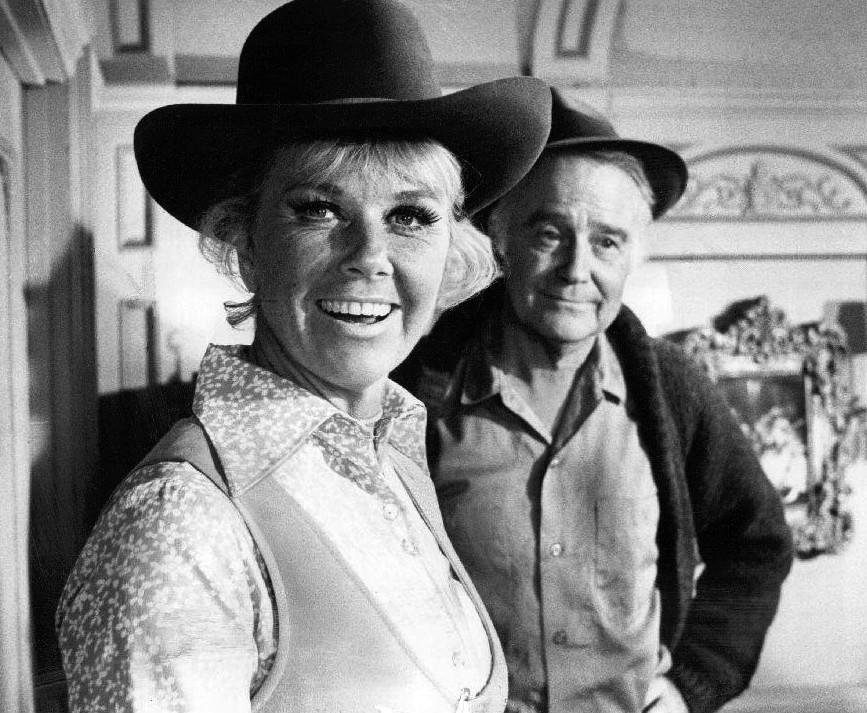
Day con Lew Ayres (Estaciones 2–3), 1970

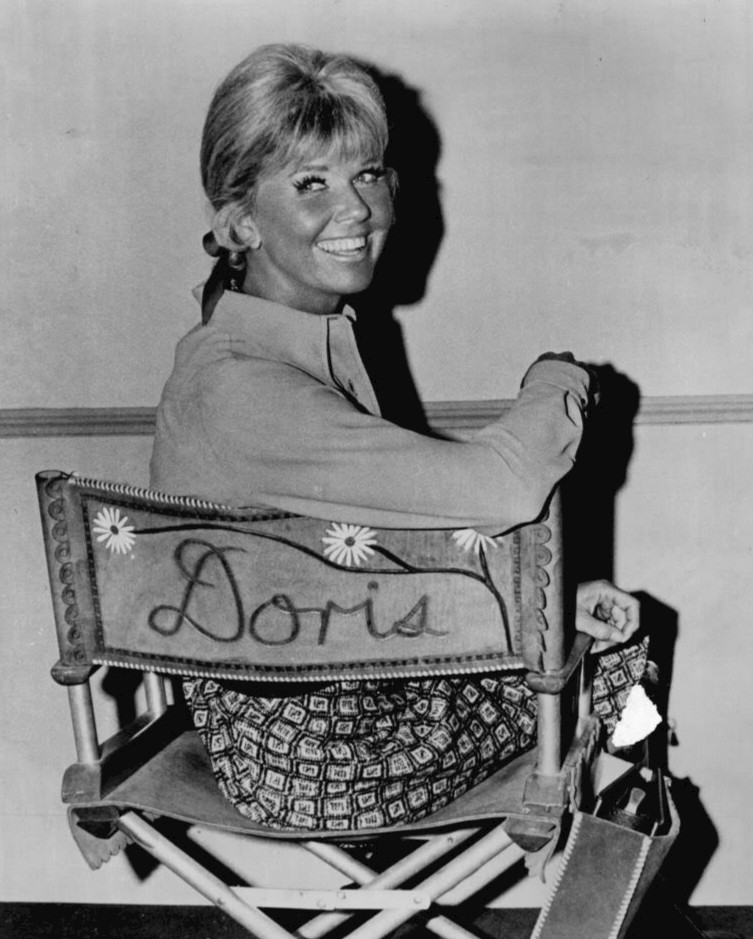
Day en el set

The Doris Day Show era una sitcom retransmitida por la CBS de septiembre de 1968 hasta marzo de 1973, tuvo 128 episodios.
La serie es recordada para sus múltiples formatos y cambios de reparto durante sus cinco años. En su autobiografía Doris Day afirma que su marido Martin Melcher aceptó hacer la serie sin el consentimiento de la actriz.

## Carrera de la serie

### Temporada 1 (1968–1969)
Day interpreta a Doris Martin, una madre viuda con dos hijos, Billy y Toby (Philip Brown y Todd Starke) que se ha trasladado con ellos al rancho de su familia en Cotina en Valle del Molino, norte de San Francisco, California, después de vivir en Ciudad de Nueva York.
Otros personajes son el padre de Doris, Buck Webb (Denver Pyle) y su asalariado, Leroy B. Simpson (James Hampton). Su ama de llaves inicialmente es Aggie Thompson (Fran Ryan, quién lo dejó después de los primeros 10 episodios para ser reemplazada por Barbara Pepper. Lord Nelson es también incluido en los créditos de apertura como el perro de la familia.

### Temporada 2 (1969–1970)
Doris Empieza a trabajar en la revista Today's World. Los nuevos personajes son: McLean Stevenson como su jefe, Michael Nicholson; Rose Marie como la amiga de Doris Myrna Gibbons; Paul Smith como Ron Harvey, el ayudante del editor.

### Temporada 3 (1970–1971)
Doris y los chicos se mudan a San Francisco, donde  alquilan un apartamento encima de un restaurante italiano propiedad del matrimonio Louie y Angie Pallucci (Bernie Kopell y Kaye Ballard). Al principio Louie esta enojado con Angie por alquilar el apartamento a Doris, pero él finalmente aprecia a sus nuevos inquilinos.  Doris Empieza a escribir artículos para la revista bajo los auspicios del Señor Harvey.

### Temporada 4–5 (1971–1973)
La cuarta temporada es un cambio radical en la serie. El personaje de Day es ahora una profesional soltera. Doris Martin todavía trabaja para la misma revista pero ahora tiene un editor nuevo, Cy Bennett (John Dehner). Doris empieza un idilio con el Dr. Peter Lawrence (Peter Lawford), el cual dura hasta la Estación 5. La serie continuó con este formato hasta que  fue cancelada en 1973.

## Motivos del cambio
El cambio de premisa tan drástico para la estación cuatro en 1971 puede ser atribuido al cambio global de la filosofía de la CBS, que canceló muchos programas basados en familias rurales reemplazándolos por otros más urbanos.

## Reparto

### Reparto principal
- Doris Day es Doris Martin
- Philip Brown es Billy Martin
- Todd Starke es Toby Martin
- Denver Pyle es Buck Webb
- Lord Nelson es Lord Nelson
- James Hampton es LeRoy B. Simpson
- Fran Ryan es Aggie Thompson
- Naomi Stevens es Juanita
- McLean Stevenson es Michael 'Nick' Nicholson
- Rose Marie es Myrna Gibbons (Seasons 2–3)
- Paul Smith es Ron Harvey (Seasons 2–3)
- Bernie Kopell es Louie Pallucci (Season 3, recurring Season 4)
- Kaye Ballard es Angie Pallucci (Season 3, recurring Season 4)
- Billy DeWolfe es Willard Jarvis (recurring Seasons 2–5)
- John Dehner es Cyril Bennett (Seasons 4–5)
- Jackie Joseph es Jackie Parker (Seasons 4–5)
- Peter Lawford es Dr. Peter Lawrence (recurring Seasons 4-5)[3]

## Lecturas
- Patrick, Pierre and Garry McGee, The Doris Day Companion: A Beautiful Day. BearManor Media, 2009.